# Man-Bat
Man-Bat, il cui vero nome è Robert Kirkland "Kirk" Langstrom, è un personaggio dei fumetti DC Comics, supercriminale nemico di Batman. È apparso per la prima volta su Detective Comics vol. 1 n. 400.

## Storia editoriale
Il personaggio ha fatto la sua prima apparizione in Detective Comics n. 400 (giugno 1970) ed è stato creato da Frank Robbins e Neal Adams in collaborazione con l'editor Julius Schwartz. Man-Bat era il protagonista di una serie omonima nel 1975-1976, che durò solamente due numeri prima di essere annullata.

## Biografia del personaggio
Robert Langstrom, uno scienziato specializzato nello studio dei pipistrelli, crea un siero capace di donare all'uomo il senso sonar dell'animale e lo prova su se stesso per compensare la sua sordità. Il composto, tuttavia, pur riuscendo nel suo scopo, ha anche un terribile effetto collaterale: lo trasforma infatti in una orrenda creatura ibrida uomo-pipistrello. Langstrom non riesce a controllare la sua forma animale e si scontra con Batman quando quest'ultimo cerca di somministrargli l'antidoto alla trasformazione, riuscendoci a forza.
Più tardi Langstrom perfeziona il siero e riesce a controllare la sua forma animale, diventando per breve tempo detective e nemico del crimine; nel frattempo si sposa con la sua fidanzata e i due hanno una figlia. Langstrom, tuttavia, perde di nuovo il controllo sulle sue trasformazioni e si scontra nuovamente con Batman nella Bat-caverna, non ricordando nulla della sua forma umana e convinto che sua figlia sia morta per colpa del Cavaliere Oscuro. Anche se successivamente riprende il controllo sulle sue trasformazioni, lo scienziato ritiene di aver perso un elemento del suo siero e, a causa di ciò, di non averne più la completa gestione; Langstrom si convince inoltre che sia stato il suo lato di pipistrello a uccidere la sua famiglia. Successivamente entra a far parte della Società segreta dei supercriminali nella serie limitata Infinite crisis.
Riappare poi con sua moglie in One year later dove però, a causa di una modifica della realtà, non ha mai avuto figli. Qui Talia al Ghul, figlia di Ra's Al Ghul, rapisce Francine e costringe Kirk a darle la formula per la trasformazione. Kirk gliela consegna e Talia la usa per trasformare i membri della Lega degli assassini in un gruppo di Man-Bats.

## Poteri e abilità
In forma umana Kirk Langstrom è uno scienziato dalla mente geniale, portato soprattutto nei campi della genetica, della biochimica e della chimica.
Dopo la trasformazione Langstrom assume l'aspetto di un pipistrello umanoide: la sua forza e agilità aumentano a livelli sovrumani, le ali di cui è dotato gli consentono di volare a velocità elevate, gli artigli che gli spuntano sono tanto affilati da poter essere usati come armi e inoltre possiede il senso sonar dei pipistrelli, grazie al quale può rintracciare le sue vittime.
Man-Bat possiede inoltre un sesto senso che lo avverte dei pericoli, da lui chiamato "senso di pipistrello", che consiste in una sensazione di formicolio nella parte posteriore del cranio: assieme ai suoi riflessi sovrumani, questa abilità gli consente di eludere la maggior parte dei rischi. Maggiore è la minaccia, maggiore è il formicolio del senso di pipistrello, che può essere perfino doloroso. Man-Bat può percepire e schivare persino gli attacchi diretti a lui in modo casuale o provenienti da un'intelligenza artificiale e il suo sesto senso si può innescare anche quando è addormentato o stordito.

## Altri media

### Animazione

#### Serie animate
Man-Bat è apparso nelle serie animate Batman, Batman - Cavaliere della notte, Batman of the Future, The Batman, Batman: The Brave and the Bold, Beware the Batman, Batman Unlimited e Scooby-Doo and Guess Who?.

#### Film d'animazione
- La versione alternativa di Man-Bat appare in cameo nel film d'animazione Justice League: La crisi dei due mondi.
- Kirk Langstrom appare anche nel film d'animazione Son of Batman.
- Man-Bat appare nei film d'animazione Batman Unlimited: Istinti animali e Batman Unlimited: Fuga da Arkham.
- Man-Bat appare negli altri film d'animazione Justice League: Gods and Monsters, Lego DC Comics Super Heroes: Justice League - Attack of the Legion of Doom! e LEGO Batman - Il film.

### Cinema
- Man-Bat avrebbe dovuto essere l'antagonista in una delle sceneggiature non prodotte per un terzo film di Joel Schumacher intitolato Batman Unchained[5][6], prima di essere scartato in favore dello Spaventapasseri e di Harley Quinn[6]. Man-Bat doveva essere l'antagonista principale di Batman: DarKnight di Lee Shapiro insieme allo Spaventapasseri. Avrebbe dovuto essere interpretato da Mark Linn-Baker o Martin Short[7]. Nella trama prevista, Bruce Wayne ha abbandonato il mantello, mente Dick Grayson frequenta ora l'università. Nell'ateneo insegnano lo psicologo Jonathan Crane e il collega Kirk Langstrom, che si detestano. Quando Langstrom subisce una mutazione in un ratto gigante che arriva a terrorizzare la città, Batman riprende la lotta e, sconfitto il mostro, vede Crane trasformarsi nello Spaventapasseri.[7]
- Nel film Batman v Superman: Dawn of Justice (2016) si può vedere un essere del tutto simile a Man-Bat uscire all'improvviso dalla tomba della madre di Bruce Wayne, Martha, in quello che si scoprirà poi essere un incubo.
- In un'intervista il regista James Gunn ha rivelato di aver considerato Man-Bat come possibile personaggio del suo film The Suicide Squad - Missione suicida.

### Videogiochi
- È presente anche nei videogames LEGO Batman: Il videogioco, LEGO Batman 2: DC Super Heroes e LEGO Batman 3: Gotham e oltre.

#### Batman: Arkham
- Nel videogioco Batman: Arkham Origins si può notare, nella Bat-caverna, un ritaglio di giornale riguardante un "mostruoso vigilante alato", probabile riferimento a Man-Bat e in particolare al periodo in cui Langstrom riuscì a controllare la trasformazione diventando, per un breve periodo, un combattente del crimine.
- Nel videogioco Batman: Arkham Knight appare in una missione secondaria dove lo si deve curare dopo che questi ha ucciso per sbaglio sua moglie; una volta guarito rimane sconvolto dalla perdita.